# Йона Берґер
Йона Берґер, більш відомий як автор книг з «вірусного маркетингу», займає посаду в департаменті маркетингу «Школи бізнесу Уортона» Пенсильванського університету, однієї з найпрестижніших і найвідоміших бізнес-шкіл світу. Він має звання доктора філософії в галузі маркетингу Вищій школі бізнесу Стенфордського університету.
Берґер є всесвітньо відомим експертом у таких напрямках, як маркетинг WOM, вірусний маркетинг, соціальний вплив, а також дослідженнях того, як продукти, ідеї та поведінка сприймаються споживачами. Берґер опублікував десятки статей у найвпливовіших академічних журналах, а популярні записи його робіт часто з'являються в таких виданнях, як The New York Times, Wall Street Journal і Harvard Business Review. Йона є автором численних книг, у тому числі Contagious: Why Things Catch On (укр. Заразливий. Психологія вірусного маркетингу), — загальний наклад півмільйона примірників, перекладено 25 мовами, та Invisible Influence: The Hidden Forces that Shape Behavior [Архівовано 29 березня 2019 у Wayback Machine.] (укр. Невидимий вплив. Приховані сили, які формують поведінку), яка відразу стала бестселером у всьому світі.
Зараз Йона Берґер — популярний спікер на конференцій та заходів, пропонує декілька навчальних курсів для студентів-маркетологів, консультант компаній Apple, Google, Vanguard, Unilever, General Mills та Фонд Білла і Мелінди Гейтс.

## Освіта
- Йона Берґер виріс у Вашингтоні, округ Колумбія та Чеві Чейз, штат Меріленд, де відвідував середню школу Монтгомері Блер (англ. Montgomery Blair[en]) у Сільвер-Спрінг.
- Ph.D. (Професор філософії) «Маркетинг», Стенфордський університет, Вища школа бізнесу, 2007 р.
- В. А. (Доктор бізнес-адміністрування) «Судження людини та прийняття рішень» (з відзнакою), Стенфордський університет, 2002 р.

## Академічні посади
Школа бізнесу Уортона, Університет штату Пенсильванія 
- Доцент кафедри маркетингу (з терміном служби) •  з травня 2013 р.
- Ад'юнкт-професор з маркетингу •  липень 2010 р. — травень 2013 р
- Доцент кафедри маркетингу •  липень 2007 р. — червень 2010 р

Корнелльський Нью-Йоркський технологічний університет (Cornell NYC Tech), Корнелльський університет
- Професор з маркетингу •  липень 2014 р. — червень 2015 р

Школа бізнесу Фукуа, Університет Дьюка
- Професор з маркетингу •  липень 2013 р. — грудень 2013 р

## Дослідницька робота
Йона Берґер пропонує компаніям доступ до своїх досліджень. Працюючи з різними організаціями  — від найбільших і найвпливовіших, що входять у перелік «Fortune 500» до невеликих стартапів, транснаціональних корпорацій та некомерційних організацій, він допомагає впровадити нові продукти, підвищити впізнаваність брендів та розробити маркетингову стратегію. Тому результати його досліджень знаходяться у вільному доступі (англійською мовою):
- Berger, Jonah, Eric Bradlow, Alex Braunstein, and Yao Zhang (2012), «From Karen to Katie: Using Baby names to Study Cultural Evolution»[недоступне посилання з липня 2019] Psychological Science, 23 (10), 1067—1073.

- Chan, Cindy, Jonah Berger, and Leaf Van Boven (2012), «Identifiable but not Identical: Combining Social Identity and Uniqueness Motives in Choice»[недоступне посилання з липня 2019] Journal of Consumer Research, 39(3), 561—573.

- Berger, Jonah and Devin Pope (2011), «Can Losing Lead to Winning?»[недоступне посилання з липня 2019] Management Science, 57(5), 817—827.

- Berger, Jonah and Morgan Ward, (2010) "Subtle Signals of Inconspicuous Consumption, "[недоступне посилання з липня 2019]Journal of Consumer Research, 37(4), 555—569.

- Berger, Jonah and Chip Heath (2008) "Who Drives Divergence? Identity Signaling, Outgroup Dissimilarity, and the Abandonment of Cultural Tastes, "[недоступне посилання з липня 2019] Journal of Personality and Social Psychology, 95(3), 593—607.

- Berger, Jonah and Lindsay Rand (2008), "Shifting Signals to Help Health: Using Identity Signaling to Reduce Risky Heath Behaviors, "[недоступне посилання з липня 2019] Journal of Consumer Research, 35(2), 509—518.

- Berger, Jonah and Chip Heath (2007), "Where Consumers Diverge from Others: Identity-Signaling and Product Domains, "[недоступне посилання з липня 2019] Journal of Consumer Research, 34(2), 121—134.

- Pronin, Emily, Jonah Berger, and Sarah Molouki (2007), "Alone in a Crowd of Sheep: Asymmetric Perceptions of Conformity and Their Roots in an Introspection Illusion, "[недоступне посилання з липня 2019] Journal of Personality and Social Psychology, 92(4), 585—595.

- Berger, Jonah and Katy Milkman (2012), «What Makes Online Content Viral?»[недоступне посилання з липня 2019] Journal of Marketing Research, 49 (2), 192—205.

- Berger, Jonah and Eric Schwartz (2011), «What Drives Immediate and Ongoing Word of Mouth?»[недоступне посилання з липня 2019] Journal of Marketing Research, October, 869—880.

- Berger, Jonah (2011), "Arousal Increases Social Transmission of Information, "[недоступне посилання з липня 2019] Psychological Science, 22(7), 891—893.

- Berger, Jonah, Alan T. Sorensen, and Scott J. Rasmussen (2010), "Positive Effects of Negative Publicity: When Negative Reviews Increase Sales, "[недоступне посилання з липня 2019] Marketing Science, 29(5), 815—827.

- Berger, Jonah, Marc Meredith, and S. Christian Wheeler (2008), "Contextual Priming: Where People Vote Affects How They Vote, "[недоступне посилання з липня 2019] Proceedings of the National Academy of Sciences, 105 (26), 8846-8849.

- Berger, Jonah and Gráinne M. Fitzsimons (2008), "Dogs on the Street, Pumas on Your Feet: How Cues in the Environment Influence Product Evaluation and Choice, "[недоступне посилання з липня 2019] Journal of Marketing Research, 45(1), 1-14.

- Berger, Jonah and Chip Heath (2005), "Idea Habitats: How the Prevalence of Environmental Cues Influences the Success of Ideas, "[недоступне посилання з липня 2019] Cognitive Science, 29, 195—221.

- McShane, Blakely, Eric T. Bradlow, and Jonah Berger (2012), «Visual Influence and Social Groups»[недоступне посилання з липня 2019] Journal of Marketing Research, December, 854—871.

- Akpinar, Ezgi and Jonah Berger (2015), "Drivers of Cultural Evolution: The Case of Sensory Metaphors , "Journal of Personality and Social Psychology, 109 (1), 20-34.

- Jonah Berger (2014) "Word-of-Mouth and Interpersonal Communication: An Organizing Framework and Directions for Future Research [недоступне посилання з серпня 2019] "Journal of Consumer Psychology, Forthcoming.

- Jonah Berger (2014), "Beyond Viral: Interpersonal Communication in the Internet Age , "Psychological Inquiry, 24, 293—296.

- Katherine Milkman and Jonah Berger (2014), "The Science of Sharing and the Sharing of Science [недоступне посилання з липня 2019] "Proceedings of the National Academy of Sciences. Forthcoming

- Alix Barasch and Jonah Berger (2014) "Broadcasting and Narrowcasting: How Audience Size Impacts What People Share [недоступне посилання з липня 2019], "Journal of Marketing Research, Forthcoming.

- Amit Bhattacharjee, Jonah Berger, and Geeta Menon (2014), "Escaping the Crosshairs: When Identity Marketing Backfires  [Архівовано 20 лютого 2017 у Wayback Machine.], "Journal of Consumer Research, Forthcoming.

- Zoey Chen and Jonah Berger (2013), "When, Why, and How Controversy Causes Conversation [недоступне посилання з липня 2019], "Journal of Consumer Research, October.

- Berger, Jonah and Raghuram Iyengar (2013), "Communication Channels and Word of Mouth: How the Medium Shapes the Message [недоступне посилання з липня 2019], "Journal of Consumer Research, October.

- Sela, Aner and Jonah Berger, (2012) "How Attribute Quantity Influences Option Choice, "[недоступне посилання з липня 2019] Journal of Marketing Research, December, 942—953.

- Sela, Aner and Jonah Berger (2012), «Decision Quicksand: How Trivial Choice Suck Us In»[недоступне посилання з липня 2019] Journal of Consumer Research, 39(2), 360—370.

- Berger, Jonah and Baba Shiv (2011), «Food, Sex, and the Hunger for Distinction.»[недоступне посилання з липня 2019] Journal of Consumer Psychology, 21, 464—472.

- Berger, Jonah and Gael Le Mens (2009), "How Adoption Speed Affects the Abandonment of Cultural Tastes, "[недоступне посилання з липня 2019] Proceedings of the National Academy of Sciences, 106, 8146-8150.

- Sela, Aner, Jonah Berger, and Wendy Liu (2009), "Variety, Virtue, and Vice: How Assortment Size Influences Option Choice, "[недоступне посилання з липня 2019] Journal of Consumer Research, 35(3), 941—951.

- Wheeler, S. Christian and Jonah Berger (2007), "When the Same Prime Leads to Different Effects, "[недоступне посилання з липня 2019] Journal of Consumer Research, 34(3), 357—368.

## Почесні звання та нагороди
Йона Берґер визначений багатьма нагородами за викладання, стипендіями та грантами, та отримав звання Wharton's Iron Pro (нагорода за чудові наукові дослідження факультету).
- Нагорода видатного рецензента, журнал «Споживчі дослідження» (англ. Journal of Consumer Research[en]) 2015—2016 рр.
- Фіналіст кращої статті 2012 року, журнал «Споживчі дослідження», 2015 р.
- Топ-30 лідерів у бізнесі, Американська асоціація менеджменту (англ. American Management Association[en]) , 2015 р.
- Переможець «Смарагдові цитати передового досвіду» (англ. Emerald Citations of Excellence[8], 2015 р.
- Премія Американської Асоціації Маркетингу (англ. Berry-AMA Book Prize) за кращу книгу з маркетингу, 2014 р.[9]
- Топ-5 найбільш продуктивних дослідників у маркетингу 2009-13, AMA DocSig, 2013 р.
- «Найбільш креативні люді в бізнесі» (англ. Most Creative People in Business), Fast Company[en], січень 2014 р.[10]
- Фіналіст премії Пола Гріна (англ. Paul Green[en] Award), Журнал Маркетингових Досліджень, 2013 р.
- Премія «Рання кар'єра» (Early Career Award[en]), Асоціація досліджень споживачів, 2013 р.
- Премія «Рання кар'єра», Товариство психології споживачів (англ. Society for Consumer Psychology), 2012 р.[11]
- Науково-дослідницький грант деканату, The Wharton School, 2012 р.
- Нагорода видатного рецензента, журнал «Споживчі дослідження», 2010—2011 рр.[12]
- Нагорода видатного рецензента, Журнал «Психологія споживачів» (англ. Journal of Consumer Psychology[en]), 2010—2011 рр.[13]
- «Залізний професор» нагорода за «чудовий науковий факультет», The Wharton School, 2011 р.[14]
- Премія MBA за навчання та інновації в навчальних програмах (англ. MBA Teaching Commitment and Curricular Innovation Award), The Wharton School, 2011 р.[15]
- Науково-дослідницький грант деканату, The Wharton School, 2011 р.
- Програма молодих науковців (англ. Young Scholars Program), Інститут маркетингових досліджень (англ. Marketing Science Institute[en]), 2011 р.[16]
- Дослідницький грант Алекса Паноса (англ. Alex Panos Research Grant), The Wharton School, 2011 р.
- Фіналіст премії за кращу статтю 2007 року, журнал «Споживчі дослідження», 2010 р.
- Звання Джеймс Дж. Кемпбелл, доцент Меморіальної професорської школи, професор (англ. James G. Campbell, Jr. Memorial Term Professorship), 2010 р.
- Науково-дослідницький грант деканату, The Wharton School, 2010 р.
- Стипендіат Докторського Консорціуму Американського фонду AMA-Sheth (англ. AMA-Sheth Foundation Doctoral Consortium Fellow), 2006 р.[17]
- Премія «Найкращий студентський папір» (англ. Best Student Paper Award[en]) — почесне згадування, Товариство психології споживачів, 2006 р.
- Інститут менеджменту / Конкурс наукових досліджень JCP (почесне згадування), 2004 р.
- Стипендіат вищої школи бізнесу Стенфордського університету, 2003 р.